# Algemeen ziekenhuis
Een algemeen ziekenhuis is een concentratie van voorzieningen voor reguliere patiëntenzorg ten behoeve van onderzoek, behandeling en verpleging. Daarnaast worden in een algemeen ziekenhuis zowel aanstaande artsen als verpleegkundigen opgeleid.
In Nederland zijn deze ziekenhuizen meestal stichtingen en hebben soms een levensbeschouwelijke achtergrond (bijvoorbeeld christelijk of joods). 
Veelal hebben de algemene ziekenhuizen een regiofunctie. Verder zijn er nog het academisch ziekenhuis en het categoraal ziekenhuis.